# Atropia
Atropia is een Amerikaanse film uit 2025, geschreven en geregisseerd door Hailey Gates en haar speelfilmregiedebuut. De hoofdrollen worden vertolkt door 

## Verhaal
Atropia is een fictieve stad en voornamelijk de thuisbasis van oorlogsspellen, waar soldaten getraind worden. Wanneer een aspirant-actrice in het militair rollenspelcentrum verliefd wordt op een soldaat die een opstandeling speelt, dreigen hun ongesimuleerde emoties de voorstelling te laten ontsporen.

## Rolverdeling
| Acteur        | Personage |
| ------------- | --------- |
| Alia Shawkat  |           |
| Callum Turner |           |
| Chloë Sevigny |           |
| Tim Heidecker |           |
| Chloe East    |           |
| Jane Levy     | Nancy     |

## Productie
Atropia is het speelfilmdebuut van Hailey Gates en wordt geproduceerd door Luca Guadagnino voor Frenesy Film Company. De film is gebaseerd op Gates' korte film Shako Mako uit 2019 die werd geproduceerd als onderdeel van de Miu Miu's Women's Tales-serie van korte films geregisseerd door vrouwen en met Alia Shawkat in de hoofdrol. De cast omvat opnieuw Shawkat, met Callum Turner en Chloë Sevigny die werden bevestigd in februari 2024. Tim Heidecker werd aangekondigd in november 2024.

### Filmopnames
De filmopnames gingen door in juli 2023.

## Release en ontvangst
Atropia ging op 25 januari 2025 in première op het Sundance Film Festival in de U.S. Dramatic Competition en won de Grand Jury Prize.

## Prijzen en nominaties
De belangrijkste:
| Jaar | Prijs                  | Categorie                       | Genomineerde(n) | Uitslag  |
| ---- | ---------------------- | ------------------------------- | --------------- | -------- |
| 2025 | Sundance Film Festival | U.S. Grand Jury Prize: Dramatic | Hailey Gates    | Gewonnen |